# Miljenko Jergović
Miljenko Jergović (Sarajevo, 28. svibnja 1966.) bosanskohercegovački i hrvatski književnik, novinar i publicist, prevođen na dvadesetak jezika.  Član je hrvatskog, a članstvo je na vlastiti zahtjev iz bosanskohercegovačkog P.E.N. centra napustio 19. svibnja 2020. zbog protestnog pisma Udruženja od 9. svibnja povodom održavanja komemorativne mise povodom Masakra u Bleiburgu 1945. godine. Jedan od istaknutijih pisaca post-jugoslavenskog razdoblja, prepoznat i izvan regije. Među novom generacijom hrvatskih prozaika koji se javljaju 1990.-ih prvi počinje koristiti stvarnosne događaje kao građu za književno stvaralaštvo. Zaokupljaju ga teme ratnog Sarajeva, povijest i stradanje Bosne, te složena i bolna slika identiteta, kultura i povijesnih zbivanja na bivšem jugoslavenskom prostoru. Živi i radi u Zagrebu.

## Životopis
Rođen i odrastao u Sarajevu, gdje je diplomirao filozofiju i sociologiju na Filozofskom fakultetu Sveučilišta u Sarajevu. Počinje suradnju s tjednikom Nedjeljna Dalmacija, kao novinar i zamjenik glavnoga urednika. Godine 1993. seli u Zagreb.

## Književnost
Jergović pripovijeda u “tradiciji bosanskog pisma generičkih obrazaca”, karakterističnog i za Ivu Andrića. Objavljuje pripovijetke, eseje i romane različite tematike, kao i kolumne i članke u brojnim izdanjima s područja bivše Jugoslavije.
Već za prvu pjesničku zbirku "Opservatorija Varšava" (1988.) dobiva Goranovu nagradu i Nagradu Mak Dizdar. Kasnije objavljuje još dvije zbirke poezije. Njegova prva, najpoznatija i najuspješnija zbirka pripovijetki o kaotičnoj svakodnevici života u zaraćenoj Bosni i Hercegovini Sarajevski Marlboro, objavljena 1994. godine, osigurava mu međunarodno priznanje i publiku. Djelo je nagrađeno nagradom za mir Ericha-Marije Remarquea i nagradom Ksaver Šandor Gjalski. Prevedeno je na sve velike svjetske jezike, a englesko izdanje je objavio i Penguin.
Buick Rivera (2002.), novela na više od 200 stranica, prikazuje susret Hasana Hujdura i Vuka Šalipura, “dvojice zemljaka, dvojice Bosanaca, koje dijeli nacionalno i vjersko podrijetlo, koje dijeli prethodno životno iskustvo i sudbina u nedavnim ratnim zbivanjima, a povezuje ih jedino neobičan slučaj — i to u dalekim američkim prostranstvima”. Dobila je nagradu “August Šenoa” Matice hrvatske za književnost i umjetnost. U popratnom tekstu Tonko Maroević kao bitne odlike Buick Rivere ističe “posebno majstorstvo u suptilnom vođenju različitih tokova radnje, u postupnom sugeriranju prethodnih događaja što su oblikovali narav i ponašanje zlosretnih junaka priče.”
Napisan kao obrnuta kronologija, roman Dvori od oraha (2003.) je saga o obitelji Regine Delavale (rođ. Sikirić) u razdoblju od austrougarske okupacije Bosne i Hercegovine 1878. do ratova 1990-ih. Kroz sudbine četrdesetak članova obitelji Delavale i Sikirić oslikava povijesna zbivanja i potrese 20. stoljeća. Radnja se odvija u Dubrovniku, Sarajevu, Trebinju, Parizu, Rijeci i drugdje.
Fikcionalna biografija Ruta Tannenbaum (2006.) je Jergovićev prvi roman potpuno odmaknut od Bosne. Radnja je smještena u Zagreb, u vrijeme netom prije i na početku Drugog svjetskog rata. Glavna junakinja Ruta Tannenbaum je židovska djevojčica koja već u ranoj dobi stječe slavu i popularnost kazališne zvijezde u predratnom Zagrebu. Roman je inspirirala životna priča glumice Lee Deutsch, no kako o njoj autor nije pronašao dovoljno podataka, stvorio je fiktivni lik Rute Tannenbaum koji sa životom stvarne glumice ima nekih sličnosti. U ovom proznom djelu pisca zanimaju “međuljudski odnosi i šarolika slika predratnog Zagreba”; slika do koje autor dolazi nalikuje na onu do kakve je svojevremeno došao Miroslav Krleža.
U središtu kratkog romana/pripovijetke Wilimovski (2017.) je udovac Tomasz Mieroszevski, poljski profesor u mirovini, čiji osmogodišnji sin boluje od terminalne bolesti kostiju. Otac ga na dva tjedna vodi na Jadran, u privatni hotel u brdima nad Crikvenicom koji drži Njemica Katarina s mužem Ilijom. Vrijeme radnje je 1938., a dominantni motivi su zaostalost i praznovjerje seoske jadranske sredine, percipirana iz vizure krakovskog profesora i razrađena kroz lik lokalnog svećenika, te nagovještaji skorog izbijanja Drugog svjetskog rata. Pripovijedanje se temelji na "nagovještaju, slutnji, namjernoj nedorečenosti"; tehnika je uvjerljiva i dosljedno razvijena te koristi nepouzdanog pripovjedača.
Djeluje u širem kulturnom prostoru koji se ponekad opisuje kao jugoslavenski: „Jugoslavija je nestala kao državnopolitička činjenica, kao što je ukinuta i služba društvenoga knjigovodstva u većem dijelu zemlje, pa sad umjesto osobnih iskaznica neko vrijeme moraju uza se nositi putovnice… Međutim, ono na čemu je Jugoslavija bila stvorena, a to je prostor nekog kulturnog identiteta i sličnih povijesnih i pretpovijesnih iskustava, to je ostalo isto i to zapravo sve više i opet funkcionira. SFRJ se u kulturnom smislu ne samo da nije raspala nego se i ne može raspasti čak ni uz pomoć najgoreg nacionalizma.“ (Deutsche Welle).

## Polemike
U siječnju 1992. s još četvoricom intelektualaca iz Sarajeva upućuje otvoreno pismo hrvatskom predsjedniku Franji Tuđmanu. Upozoravaju da je Bosna i Hercegovina pred političkim nestankom, da se njezin narod o tome nije imao priliku demokratski izjasniti, te da taj narod čini i 750.000 Hrvata. 
U Zagrebu vodi oštre polemike s piscem Draženom Katunarićem (2006), i književnim teoretičarem Velimirom Viskovićem (2009., 2011.). Dio književnika i javnosti drži njegove napise pretjeranima u tonu i opsegu, navodeći da Jergović nastupa iz pozicije stožernog pisca koja u suvremenim prilikama nije moguća (nekadašnji suradnik na Festivalu alternativne književnosti Edo Popović 2011, Denis Kuljiš 2011.) Zagrebački intelektualci polemiziraju s Jergovićevim napisima o ustaštvu, koje drže pretjeranima. Kontroverze je izazvala njegova literarna teza o Draži Mihajloviću kao polazištu za oblikovanje epizodnog, tragičnog lika u književnosti. Kuljiš drži da za to ne postoji univerzalno-literarni temelj. Jergovićevi napadi su ponekad maliciozni i osobni, pa tako Zdravko Tomac u svojoj knjizi Misli o vjeri i nevjeri navodi: "Neki su npr. poput Miljenka Jergovića, pišući o mome obraćenju pokazali svu zloću, zapravo pisali su više o sebi nego o meni.ˇ
Kao 20-godišnjak u Sarajevu 1986. sudjeluje na studentskoj rođendanskoj proslavi na kojoj dijelove dekora čini nacistička ikonografija. Organizatorice su kasnije navele da je konceptualna zabava ismijavala fašizam. Događajem se bavila Služba državne sigurnosti, partijske organizacije i mediji, zbog navodnih razgovora što su ih sudionici vodili o potpori idejama za ukidanje Titove štafete i verbalnog delikta. Zabava je jedna od tema Jergoviću posvećenog romana ‘’Sjetva soli’’ (2011.), autora Muharema Bazdulja.

## P. E. N.
Miljenko Jergović je zajedno s nekoliko bosanskohercegovačkih književnika bio jedan od suosnivača bosanskohercegovačkog P.E.N. centra u 31. listopada 1992. godine u Sarajevu. Nakon prosvjednog pisma Udruženja objavljenog 9. svibnja 2020, a povodom održavanja mise u Katedrali Srca Isusova u Sarajevu 16. svibnja 2020, u spomen na žrtve Pokolja u Bleiburgu 1945. godine, potpisanog od strane 42 člana s Ivicom Đikićem, Ivanom Lovrenovićom, Željkom Ivankovićem u otvorenom pismu objavljenom na Lovrenovićevoj web-stranici, izjavio da se ne smatra članom ovog udruženja, a kao jedan od razloga navedeno je toleriranje nacionalizma i fašizma od sarajevske uprave, kao i bosanskohercegovačkog PEN-a, koja dozvoljava veličanje ustaškog pokreta davanjem imena ulica simpatizerima i pripadnicima ustaškog pokreta.

### Romani, pripovijesti i novele
- Buick Rivera (2002.), novela
- Dvori od oraha (2003.), roman
- Gloria in excelsis (2005.), roman
- Ruta Tannenbaum (2006.), roman
- Freelander (novela), Sarajevo 2007.
- Srda pjeva, u sumrak, na Duhove (roman), Zagreb, 2007.
- Volga, Volga (novela), Zagreb, 2009.
- Roman o Korini (pripovijest), Beograd, 2010.
- Otac (roman), Beograd, 2010.
- Psi na jezeru (roman), Zagreb, 2010.
- Rod, Fraktura, Zaprešić, 2013.
- Sarajevo, plan grada - knjiga prva, Fraktura, Zaprešić, 2015.
- Wilimowski (roman), Zaprešić, 2016.

### Pripovijetke i crtice
- Sarajevski Marlboro (1994.),
- Karivani (1995.),
- Mama Leone (1999.),
- Inšallah Madona, inšallah (2004.),
- Levijeva tkaonica svile, Fraktura, Zaprešić, 2014.

### Poezija
- Opservatorija Varšava (1988.),
- Uči li noćas neko u ovom gradu japanski? (1992.),
- Himmel Commando (1992.),
- Preko zaleđenog mosta (1996.),
- Hauzmajstor Šulc (2001.),
- Izabrane pjesme Nane Mazutha (pjesme), Cetinje, 2011.

### Drama
- Kažeš anđeo (2000.),

### Publicistika, eseji i studije
- Naci bonton (1998.),
- Historijska čitanka (2001.),
- Historijska čitanka 2 (2004.),
- Žrtve sanjaju veliku ratnu pobjedu (2006.)
- Zagrebačke kronike (novinske kronike, kolumne, feljtoni), Beograd, 2010.
- Bosna i Hercegovina, budućnost nezavršenog rata (esej, intervju; koautor s Ivanom Lovrenovićem), Zagreb, 2010.
- Muškat, limun i kurkuma (eseji), Zagreb, 2011.
- Nezemaljski izraz njegovih ruku (esej, proza), Cetinje, 2016.
- Doboši noći (studija o Josipu Guberniku), Fraktura, Zaprešić, 2015.
- Autobus za Vavilon (eseji), Beograd, 2017.

### Korespondencija
- Transatlantic Mail (sa Semezdinom Mehmedinovićem, fotografije Milomira Kovačevića Strašnog), Zagreb, 2009.
- Tušta i tma (sa Svetislavom Basarom), Beograd 2014.
- Drugi krug (sa Svetislavom Basarom), Laguna, Beograd, 2015.
- Bajakovo-Batrovci (sa Svetislavom Basarom), Beograd 2020.

### Izabrane pripovijetke
- Rabija i sedam meleka (2004.),
- Drugi poljubac Gite Danon (2007.),
- Tango bal i druge priče (izabrane priče), Cetinje, 2010.

### Razno
- Pamti li svijet Oscara Schmidta (projekti, skice, nacrti), Zagreb, 2010.

## Nagrade
- Nagrada Ivan Goran Kovačić, za pjesničku zbirku "Opservatorij Varšav", 1988.
- Nagrada Mak Dizdar, za pjesničku zbirku "Opservatorij Varšav"
- Mirovna nagrada Erich Maria Remarque, za zbirku priča "Sarajevski Marlboro", Njemačka
- Nagrada Ksaver Šandor Gjalski grada Zaboka i Društva hrvatskih književnika, za za najbolje objavljeno prozno književno djelo u Republici Hrvatskoj, za "Sarajevski Marlboro"
- Nagrada Matice hrvatske za književnost i umjetnost "August Šenoa", za novelu Buick Rivera, 2003.
- Nagrada Jutarnjeg lista za najbolje prozno djelo, za roman "Dvori od oraha"
- Godišnja nagrada Društva bosanskih pisaca, za roman "Dvori od oraha"
- Nagrada Kočićevo pero, za roman "Dvori od oraha"
- Letterature dal Fronte, za zbirku "Sarajevski Marlboro", Italija, 2009.[26]
- Književna nagrada Angelus, za roman “Srda pjeva, u sumrak, na Duhove”, Poljska, 2012.

## Vanjske poveznice
- Jergovic.com
- Šoštarić, Sanja. 20. svibnja 2020. PISMO PROF.DR. SANJE ŠOŠTARIĆ POVODOM OSTAVKI U PEN CENTRU BIH. penbih.ba. Pristupljeno 22. svibnja 2020.
- PEN, BIH. 9. svibnja 2020. POVODOM DANA POBJEDE NAD FAŠIZMOM: PROTESTNO PISMO PROTIV NAJAVLJENE KOMEMORATIVNE MISE ZA BLEIBURG. penbih.ba. Pristupljeno 22. svibnja 2020.
- Sarajevo, Oslobođenje. 20. svibnja 2020. Jergović: PEN centar je nijem na bošnjački nacionalizam i fašizam. oslobodjenje.ba. Pristupljeno 22. svibnja 2020.
- Zagreb, Večernji list. 20. svibnja 2020. Zbog prosvjednog pisma oko mise za Bleiburg Jergović, Đikić i Lovrenović istupili iz P.E.N.-a BiH. vecernji.hr. Pristupljeno 22. svibnja 2020.
- Lovrenović, Ivan. 19. svibnja 2020. ĐIKIĆ, IVANKOVIĆ, JERGOVIĆ I LOVRENOVIĆ ISTUPILI IZ P.E.N. CENTRA U BOSNI I HERCEGOVINI. ivanlovrenovic.com. Pristupljeno 22. svibnja 2020.
- DW. 20. svibnja 2020. Protest protiv protestnog pisma. dw.com. Pristupljeno 22. svibnja 2020.
- Slobodna Evropa. 16. svibnja 2020. Održana misa za žrtve Bleiburga u Sarajevu, protestovali antifašisti. slobodnaevropa.org. Pristupljeno 22. svibnja 2020.